# ترانه زندگی (مجموعه تلویزیونی)
ترانهٔ زندگی (به ترکی استانبولی: Hayat Şarkısı) مجموعه تلویزیونی ترکی در ژانر درام عاشقانه است. پخش این مجموعه از ۹ فوریهٔ ۲۰۱۶ از کانال د آغاز و در ۶ ژوئن ۲۰۱۷ به پایان رسید. این سریال شامل ۲ فصل بود که در قسمت ۵۷ام به پایان رسید.

## بازیگران
- بورجو بیریجیک در نقش هولیا
- بیرکان سوکولو در نقش کریم
- Tayanç Ayaydın در نقش حسین
- اجم اوزکایا در نقش ملک
- احمد ممتاز تایلان در نقش بایرام
- Seray Gözler در نقش سهیلا
- Deniz Hamzaoğlu در نقش کایا
- Pelin Öztekin در نقش زینب
- Olgun Toker در نقش ماهیر
- Almila Bagriacik در نقش فیلیز
- Aydan Taş در نقش نیلای
- Recep Güneysu در نقش جم
- احمد ملیح ییلماز در نقش کامباز